# Michael Bille
Michael Johannes Petronius Bille (født 8. november 1769 i Stege, død 27. marts 1845 i København) var en dansk-norsk og preussisk søofficer af den adelige slægt Bille.

## Opvækst
Bille sejlede i sin ungdom med den danske fregat Bornholm, hvor hans far, Mathias Bille, var kaptajn. Fregatten blev fanget i en orkan på vej fra Dansk Vestindien, og skibet stødte den 17. marts 1782 på grund ud for Newport, Irland. Faderen og kaptajnen Mathias Bille overlevede ikke forliset.

## Karriere
Bille blev officer i den dansk-norske flåde i 1789 og deltog i Slaget på Reden den 2. april 1801. Han kommanderede de lavere batterier Prøvesteenen, der affyrede det første skud mod de engelske angribere.
I løbet af de næste femten år underviste han matematik og astronomi ved Søkadet-akademiet (Den danske Flådes Officersskole). Han gjorde tjeneste som kaptajn fra 1807 til 1811 udstationeret i Kristiansand med ansvar for kanonbådseskadrillen, og i perioden fra 1812 til 1813 havde han kommandoen over et fransk krigsskib i Schelde. Fra 1815 var han lodsinspektør i Helsingør, indtil han trådte i preussisk tjeneste.
I 1821 blev han direktør for den preussiske Navigationsskole, som tre år senere flyttede til Danzig ved mundingen af floden Radunia. Skolen, der var underlagt Krigsministeriet i Berlin, blev tildelt krigsskonnerten Stralsund under kommando af Johann Diedrich Longé og fra 1825 også kanonbåden Danzig. Dette blev starten på den moderne preussiske flåde.
Bille fratrådte preussisk tjeneste den 3. maj 1838 og fortsatte sin karriere som kontreadmiral i den danske flåde. Fra 1838 syslede han med at skrive og forske i naturvidenskab, og i 1840 udgav han en bog om navigation. I 1840 blev han udnævnt til kommandør.

## Død
Bille døde i København den 27. marts 1845 og er begravet på Holmens Kirkegård.

## Hæder og ære
Bille blev Ridder af Dannebrog i 1809 og er malet af Christen Dalsgaard i 1845 og af C.A. Jensen efter dødsmaske også i 1845.